# Microsoft XML Core Services
 (mai 2025).
Microsoft XML Core Services (MSXML) est un ensemble de services développés par Microsoft [Quand ?]. Ils permettent à des applications développées en JScript, VBScript et Microsoft Visual Studio 6.0 de construire des applications basées sur XML. Il supporte DOM, SAX et XSD.